# Odetta

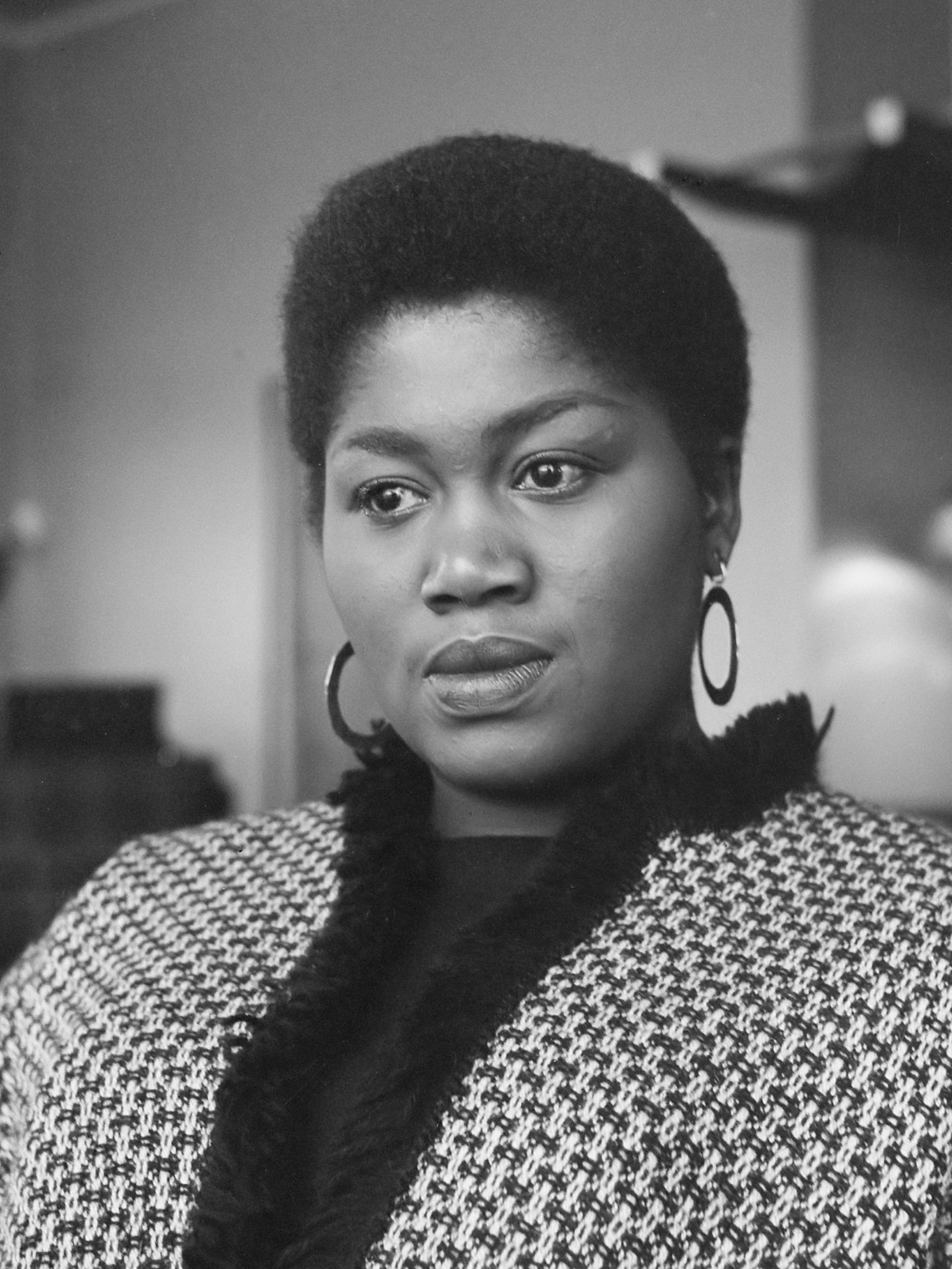
Odetta (1961)

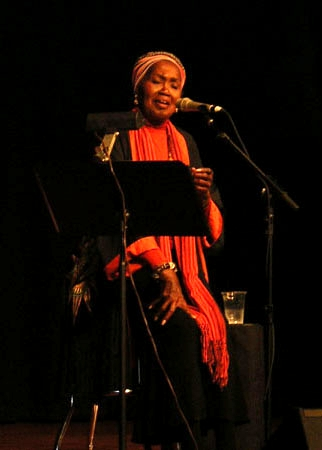
Odetta Holmes, 2006
Kent State Folk Festival

Odetta (eigentlich Odetta Holmes; * 31. Dezember 1930 in Birmingham, Alabama; † 2. Dezember 2008 in New York City) war eine US-amerikanische Sängerin. Ihr Repertoire umfasste vor allem Folk, Blues und Spirituals. Odettas Lieder wurden von der US-amerikanischen Civil rights movement (Bürgerrechtsbewegung) sehr geschätzt.

## Biografie
Odetta war die Tochter von Reuben Holmes, der noch während ihrer Kindheit starb, und von Flora Sanders, mit der sie 1937 nach Los Angeles zog. Sie studierte klassische Musik am City College in Los Angeles und sammelte mit dem Musical Finian’s Rainbow erste Berufserfahrung bei einem Tourneetheater. Künstlerisch inspiriert wurde sie von der Gospelsängerin Mahalia Jackson und dem Bluesmusiker Leadbelly. Ihre Karriere als Folk-Sängerin begann in San Francisco, 1953 trat sie in einem Nachtclub in New York auf. Das erste Album nahm sie 1954 auf.
Harry Belafonte lud sie 1959 in eine Fernsehshow ein. Mit dem humorvollen Lied There's a Hole in the Bucket platzierte sich das Duo Odetta und Belafonte im Jahre 1961 bis auf Platz 32 der britischen Hitparade. Ihr Album Odetta Sings Folk Songs war eines der bestverkauften des Jahres 1963. Beim Marsch auf Washington für Arbeit und Freiheit am 28. August 1963 trat sie mit ihrem Lied I’m on My Way und dem Spiritual Oh Freedom auf. Bekannt wurde sie durch das Lied Waterboy.
In Deutschland sang sie erstmals 1968 beim Waldeck-Festival im Hunsrück.
Sie beeinflusste etliche Folk/Rock-Künstler, darunter Bob Dylan, Joan Baez und Janis Joplin. Dylan bekannte in einem Interview im Jahr 1978, dass es Odetta war, die ihn zum Folkgesang führte. Die Bürgerrechtlerin Rosa Parks nannte Odettas Lieder die wichtigsten Songs, die sie kannte.
In mehreren Filmen wie in The Autobiography of Miss Jane Pittman oder Geständnis einer Sünderin wirkte Odetta auch als Schauspielerin mit.
Odetta sollte bei der Vereidigung des neu gewählten amerikanischen Präsidenten Barack Obama am 20. Januar 2009 auftreten, starb aber sieben Wochen zuvor.

## Rezeption
- Der Charakter Odetta Holmes im Romanzyklus Der Dunkle Turm des Schriftstellers Stephen King ist teilweise von Odetta Holmes inspiriert.

## Auszeichnungen
- 1987 hat sie zusammen mit Carnegie Hall (Isaac Stern) den American Eagle Award erhalten
- 1998 wurde ihr für ihr politisches Engagement der War Resisters League Peace Award verliehen.
- 1999 National Medal of Arts von Präsident Bill Clinton
- 2003 Living Legend der Library of Congress und National Visionary Leadership Award
- 2024 wurde Odetta in die Blues Hall of Fame aufgenommen.[4]